# Su-5 (航空機)
 Su-5 (I-107) / Су-5 (И-107)
- 用途：戦闘機
- 設計者： スホーイ設計局
- 製造者：
- 運用者：試作のみ
- 初飛行：1945年4月6日
- 生産数：1機

Su-5(スホーイ5、スホイ5；ロシア語:Су-5スー・ピャーチ)は、第二次世界大戦の末期から戦後にかけてソ連のスホーイ設計局が試作した、プロペラとモータージェットとの混合動力によって推進される戦闘機である。I-107(И-107)とも呼ばれた。

## 概要
第二次世界大戦末期、ナチス・ドイツはターボジェット機の Me 262 を実戦投入し、ソ連はこれに対抗できる高速戦闘機の開発を迫られた。当時のソ連には直ちに量産可能なターボジェットが存在しなかったため、通常はプロペラで飛行し、必要に応じてジェットやロケットで加速を行う混合動力機の開発に力が注がれた。
Su-5は、同様のコンセプトをもつ MiG-13とともに1944年に設計された。1945年4月6日に初飛行した後、主翼を層流翼に変更する改修を受け、高度4350mでモータージェットを作動させて最高速度793km/hを達成した。
6月15日、搭載していたクリーモフ VK-107 エンジンが飛行中に修復不能な損傷を受けた。テストは新しいエンジンを使用して継続されたが、10月18日にはそれも耐用時間の限界を迎えた。その後は新しいエンジンが用意されることはなく、そのまま計画は打ち切られた。同時に開発されていたMiG-13が混合動力機として制式化され、Su-5は試作機のまま姿を消すこととなった。

## 設計
Su-5 は全金属構造の単座戦闘機で、外見は従来のプロペラ機と大きな違いはなかった。機首にはレシプロエンジンのVK-107が取り付けられ、通常飛行時はこれでプロペラを回して飛行した。胴体後部にはハルシチョフニコス加速装置 (VRDK (ロシア語:Воздушно-Реактивный Двигатель Компрессорный)) と呼ばれるモータージェットを装備し、必要に応じてこれをVK-107エンジンにより駆動することで、3分間だけ最高速度を100km/hほど押し上げることが可能だった。

## スペック
- 全長:8.51 m
- 全幅:10.56 m
- 全高:3.53 m
- 翼面積:17 m2
- 空虚重量:2,954 kg
- 最大離陸重量:3,804 kg
- 最大速度（計画値）:810 km/h (高度7,800 m)
- エンジン:
  - クリーモフ VK-107R 液冷V型12気筒 1,650 hp 1基
  - ハルシチョフニコス加速装置(VRDK) モータージェット 推力600 kg 1基
- 航続距離:600 km
- 実用上昇限度:12,000 m
- 上昇力:5,000 m/5.7分
- 翼面荷重: 224 kg/m2
- 馬力荷重: 0.323 kW/kg
- 武装:NS-23 23mm機関砲 1門、UB 12.7mm機関銃 2門
- 乗員:1名